# Maurice Edu
Maurice Edu, ameriški nogometaš, * 18. april 1986, Fontana, Kalifornija, ZDA.
Edu je nekdanji nogometni vezist, dolgoletni nogometaš Rangersov in ameriške reprezentance, s katero je sodeloval na Poletnih olimpijskih igrah 2008 in Svetovnem prvenstvu 2010.

## Zgodnje življenje
Edu je odraščal v San Bernardinu, Kalifornija. Njegovi starši so po narodnosti Nigerijci. Oče Maurice starejši je učitelj matematike, njegova mati pa poučuje kemijo. V družini je imel tri sestre in enega brata. 

## Klubska kariera

### Maryland Terrapins
Med letoma 2004 in 2006 je obiskoval Univerzo v Marylandu in v tem času tri leta igral za univerzitetno nogometno moštvo Maryland Terrapins. Z ekipo je leta 2005 osvojil univerzitetno državno prvenstvo (imenovano NCAA College Cup). Svoje zadnje leto na univerzi je izpustil, da se je lahko kot del programa Generation Adidas udeležil Supernabora lige MLS 2007. Leta 2006 so ga izbrali v najboljšo ekipo lige NCAA.

### Toronto
Na naboru ga je kot prvi izbor celotnega nabora izbralo moštvo Toronto FC in Edu se je istočasno odločil predčasno končati s študijem. V ligi MLS je debitiral 25. aprila 2007 proti moštvu Kansas City Wizards. Svoj prvi profesionalni zadetek je dosegel manj kot mesec dni pozneje, ko je 12. maja mrežo zatresel v 75. minuti tekme proti ekipi Chicago Fire. V svoji prvi MLS sezoni je zaigral na 25 srečanjih, na katerih je zbral štiri zadetke. Ob koncu sezone so ga za dobre igre nagradili z nagrado MLS novinec leta, dobre predstave so mu prinesle tudi vpoklic in krstni nastop v dresu ameriške reprezentance.

### Rangers
16. avgusta 2008 je Edu odpotoval v Glasgow, da bi nadaljeval s pogajanji okoli prestopa v škotskega velikana Rangers.  Liga MLS je privolila v odškodnino v višini 2,6 mio funtov in z Rangersi je Edu 17. avgusta 2008 podpisal petletno pogodbo. Na uradno pridružitev moštvu je moral nato počakati še nekaj dni, saj je moral najprej pridobiti delovno dovoljenje. 
V modrem dresu je debitiral 13. septembra 2008 na ligaškem obračunu s Kilmarnockom. Prvi zadetek na škotskih zelenicah mu je uspelo doseči 8. aprila 2009 na ligaški tekmi s St Mirrenom, kar je čez enajst dni nadgradil še z zadetkom proti Hibernianu. Na zelenici se je pričel redno pojavljati šele proti koncu sezone, ko je zaigral tudi na derbiju s Celticom 9. maja, ki je z 1–0 pripadel Rangersom. Svojo krstno sezono v škotski SPL ligi je končal z osvojeno prvenstveno medaljo. Skupaj je v sezoni od 38 srečanj zaigral na dvanajstih, kar gre pripisati tudi poškodbam. Strgan kolenski ligament ga je med drugim oddaljil tudi od nastopa v finalu Škotskega pokala 2009, v katerem so Rangersi z 1–0 porazili Falkirk.
Med okrevanjem po poškodbi se je Edu pritožil, da so se nad njim z rasističnimi zbadljivkami znesli Rangersovi navijači, potem ko je moštvo z 1–4 izgubilo tekmo kvalifikacij za Ligo prvakov proti romunski ekipi Unirea Urziceni.  Na tistem srečanju sicer Edu sploh ni nastopil.
Po dolgem okrevanju se je Edu 27. decembra 2009 le vrnil v ekipo, ko je ob zmagi 4–1 proti Hibernianu na zelenico vstopil v 74. minuti. Po vrnitvi je zaigral le na štirih tekmah, saj je hitro staknil novo poškodbo - tokrat gležnja. Njegova (ne)sreča s poškodbami se je počasi pričela obračati na bolje, ko je 28. februarja 2010 kot rezervist zatresel mrežo Celtica in s tem zabil odločilni gol na derbiju (1–0). Z zadetkom je Rangersom prinesel 10 točk prednosti na prvenstveni lestvici, ob tekmi manj. V intervjuju po tekmi je izjavil, da gre za vrhunec njegove dotedanje kariere.  21. marca 2010 je na zelenico prišel ob polčasu in prispeval svoj delež k zmagi nad St. Mirrenom v finalu Škotskega pokala 2010. Ob koncu sezone je tako še drugič zapored osvojil dvojček (prvenstvo in pokal), pri čemer je v sezoni 2009/10 od 38 možnih zbral 15 nastopov.
Poleti 2010 se je z moštvom uspel uvrstiti v skupinski del Lige prvakov, v kateri je bila Rangersom dodeljena skupina C z Manchester Unitedom, Valencio in turškim Bursasporjem. Edu je priložnost v najelitnejšem evropskem klubskem tekmovanju dobil že na prvi tekmi na Old Traffordu, ko je svoji ekipi pomagal do remija 0–0 in obenem požel pohvale za dobro igro.  20. oktobra 2010 je na domačem Ibroxu proti Valencii dosegel še svoj prvi zadetek v Ligi prvakov, potem ko je v mrežo pospravil kot Slovaka Vladimírja Weissa. Kmalu zatem je svoj dosežek izničil, saj je na začetku 2. polčasa dosegel avtogol in tako postavil tudi končni izid srečanja (1–1).  30. januarja 2011 je ob polfinalni pokalni zmagi 2–1 nad Motherwellom dosegel otvoritveni gol tekme, ko je z levico udaril s kakih 20 metrov. Ko so Rangersi v Ligi prvakov zasedli 3. mesto in izpadli v Ligo Europa, jim je žreb naklonil španski Sporting. Po remiju 1–1 s prve tekme so nogometaši Rangersa na povratnem srečanju vse do konca zaostajali z 1–2, s čimer so bili tik pred izpadom. Na prizorišče je nato v sodnikovem dodatku stopil prav Edu in z zadetkom v 92. minuti svoji ekipi prinesel izenačenje in napredovanje v osmino finala. Tam so nato naleteli na nizozemski PSV Eindhoven, proti kateremu so izpadli s skupnim izidom 0–1.

## Reprezentančna kariera
V reprezentančnem dresu je debitiral 17. oktobra 2007 proti Švici. Mesec pozneje je v svojem drugem reprezentančnem nastopu proti Južni Afriki prispeval podajo za zmagoviti gol Steva Cherundola. Poleti 2008 je Edu z mlado ameriško izbrano vrsto sodeloval na Poletnih olimpijskih igrah 2008 v Pekingu. V skupini B je zaigral na vseh treh tekmah in vselej igral na zanj netipičnem položaju centralnega branilca. V zadnji tekmi proti Nigeriji je v izdihljajih tekme uspel priboriti enajstmetrovko, ki jo je uspešno zaključil Sacha Kljestan. To Američanom vseeno ni pomagalo, saj so kljub osvojenim 4 točkam izpadli iz tekmovanja.
V letu 2009 je za reprezentanco nastopil le na enem srečanju, ko je v sodnikovem dodatku vstopil v igro na kvalifikacijskem obračunu za Svetovno prvenstvo 2010 proti El Salvadorju. To je bil tudi njegov edini nastop v kvalifikacijah za Svetovno prvenstvo. Selektor Bob Bradley ga je maja 2010 vseeno uvrstil na seznam potnikov v JAR. 25. maja 2010 je Edu potrdil pravilnost selektorjeve odločitve, ko je na prijateljskem srečanju proti Češki dosegel svoj prvi zadetek v dresu z državnim grbom. 18. junija je na drugi ameriški tekmi v skupini C na obračunu s Slovenijo v 85. minuti dosegel gol za 3–2. Sodnik Koman Coulibaly je njegov zadetek zaradi prekrška v napadu razveljavil, s čimer je ostalo pri remiju 2–2. Odločitev sodnika Coulibalyja je močno odmevala v ameriških medijih.  Coulibaly naj bi se po pritožbi znašel na dnevnem redu zasedanja Fifine sodniške komisije.  Ker naj bi se po njenem mnenju odločil napak in ker naj bi z odločitvijo vplival na potek tekme, so ga domnevno izključili s preostanka prvenstva.  Na prvenstvu tako ni sodil nobene tekme več.

### Reprezentančni zadetki
| # | Datum        | Prizorišče                      | Nasprotnik | Zadel za | Končni izid | Tekmovanje         |
| - | ------------ | ------------------------------- | ---------- | -------- | ----------- | ------------------ |
| 1 | 25. maj 2010 | East Hartford, Connecticut, ZDA | Češka      | 1 – 0    | 2 – 4       | prijateljska tekma |

## Dosežki

### Klubski dosežki
- Rangers
  - Scottish Premier League:
    - 1. mesto: 2008/09, 2009/10, 2010/11

  - Scottish League Cup:
    - Zmagovalci: 2009, 2010, 2011

### Posamični dosežki
- MLS novinec leta: 2007

## Zasebno življenje
Edu ima veljavno sponzorsko pogodbo s športnim gigantom Adidasom.
Skupaj z Mehičanom Guillermom Ochoo in Brazilcem Ronaldinhom je leta 2009 posodil svoj obraz za severnoameriško naslovnico računalniške igre FIFA 2009. 